# Martin Hanzal
Martin Hanzal (ur. 20 lutego 1987 w Písek) – czeski hokeista, reprezentant Czech, olimpijczyk.
Jego brat Jiří (ur. 1985) także został hokeistą.

## Kariera
- HC Czeskie Budziejowice U18 (2001-2003)
- HC Czeskie Budziejowice U20 (2003-2005)
- HC Czeskie Budziejowice (2004-2006)
  -  BK Mladá Boleslav (2006)
- Red Deer Rebels (2006-2007)
- Phoenix Coyotes (2007-2014)
  -  HC Czeskie Budziejowice (2012)
- Arizona Coyotes (2014-2017)
- Minnesota Wild (2017)
- Dallas Stars (2017-2020)
- HC Czeskie Budziejowice (2020-)

Wychowanek klubu HC Czeskie Budziejowice. W drafcie NHL z 2005 został wybrany przez Phoenix Coyotes. Od 2007 roku występuje w tej drużynie. W październiku 2011 roku przedłużył kontrakt z klubem o pięć lat. Od października 2012 roku na okres lokautu w sezonie NHL (2012/2013) związał się z macierzystym czeskim klubem HC Czeskie Budziejowice. Od końca lutego 2017 zawodnik Minnesota Wild. Od lipca 2017 zawodnik Dallas Stars. W sierpniu 2020 przeszedł do macierzystego zespołu z Czeskich Budziejowic.
Uczestniczył w turniejach mistrzostw świata 2008, 2013, zimowych igrzysk olimpijskich 2014, Pucharu Świata 2016.

## Sukcesy
Klubowe
- Złoty medal 1. ligi: 2005 z HC Czeskie Budziejowice

Indywidualne
- Mistrzostwa świata juniorów do lat 18 w 2005:
  - Skład gwiazd turnieju
- WHL 2006/2007:
  - Pierwsze miejsce w klasyfikacji asystentów wśród pierwszoroczniaków: 59 asyst
  - Pierwsze miejsce w klasyfikacji kanadyjskiej wśród pierwszoroczniaków: 85 punktów
  - Drugi skład gwiazd (Wschód)